# Alexandre Tuffèri
Pierre Alexandre Tuffèri (en grec moderne : Αλέξανδρος Τουφερής - Aléxandros Touferís), né le 8 juin 1876 à Athènes et mort le 14 mars 1958 à Athènes. Athlète franco-grec spécialiste du triple saut et du saut en longueur, 1er médaillé olympique français le 6 avril 1896.

## Biographie
C'est un athlète franco–grec. Sous le maillot français, il est médaillé d'argent au triple-saut aux Jeux olympiques d'été de 1896 grâce à son saut de 12,70 m (loin derrière les 13,71 m de l'Américain James Connolly). Avec une mesure à 5,98 m, il ne décroche pas de médaille au saut en longueur.
Il participe également aux jeux de 1900 à Paris, toujours dans l'épreuve du triple-saut, où il termine 6e.
Il évolue ensuite sous les couleurs grecques aux Jeux olympiques intercalaires de 1906 à Athènes.
Il est fait chevalier de la Légion d'honneur en 1937.
Interprète, il devient ensuite directeur de la banque d'Athènes à Thèbes.
En 1940, il est désigné comme président du Comité des Français libres à Athènes,.

## Palmarès
- Jeux olympiques
  -  Médaille d'argent au triple saut en 1896.
  - 6e du triple saut en 1900.

### Vidéographie
- Champions de France - Pierre Alexandre Tuffèri, série  Champions de France, film-portrait raconté par Alain Mabanckou, co-réalisé par Pascal Blanchard et Rachid Bouchareb 2016, 2 minutes[voir en ligne]